# 熊牛駅
熊牛駅（くまうしえき）は、かつて北海道上川郡清水町熊牛にあった北海道拓殖鉄道の駅である。同鉄道の廃止に伴い廃駅となった。

## 概要
熊牛地区の最北端に当たり、当駅が開設された時には既に廃線になっていたが、十勝鉄道清水部線（旧・河西鉄道）の北熊牛駅よりも更に5㎞以上北に位置していて、熊牛市街地に設けられていた同鉄道の熊牛駅とは全く無関係と言ってよいほど遠く離れていた。
高低差50m程の河岸段丘（美蔓高原）に設けられた熊牛トンネルの手前に当停留場が設けられた。当トンネルは堆積層という地盤の緩い場所に作られたため、トンネル内への漏水が酷く、冬季にはそれがつららとなって機関車の煙突を頻繁に損傷させた。このため熊牛側入口に扉を設け、火を焚いてトンネル内を温めて、列車が通過する時に扉を開け閉めするという苦肉の策をとるようになり、同所にはそのための係員が常駐していた。末期には資金難から保守もままならなかったためトンネルの傷みが酷く、陸運局より行政指導を受けたため使用を中止せざるを得なくなり、当鉄道は新得 - 屈足間の運用となった。これに伴い当停留場も使用を中止、そのまま廃止となった。
新得で開かれていた馬市やばん馬競争、花見の時期には、当停留場も乗降客で賑わい、時には客車に乗れず貨車に乗る人も出たとされる。

## 歴史
- 1960年（昭和35年） - 停留場（簡易駅）として開設。旅客駅。
- 1968年（昭和43年）
  - 2月10日 - 屈足 - 瓜幕間休止に伴い営業休止。
  - 10月1日 - 北海道拓殖鉄道廃止に伴い廃駅。

## 駅名の由来
当地の地域名に由来する。当地域を水源とする熊牛川はアイヌ語でシペ・ウン・ペツ（鮭の川）と言い、その流域である当地域は獲れた鮭の干場があったためクマ・ウシ（干場のあるところ）と呼ばれていた。これに漢字を当てたもの。
なお同名を名乗った十勝鉄道清水部線の駅は、1951年（昭和26年）に既に廃線廃駅となっていたため、支障はなかった。

## 駅周辺
周囲は畑作地帯。
- 十勝川

## 隣の駅
北海道拓殖鉄道
北海道拓殖鉄道線
屈足駅 - 熊牛駅 - 新幌内駅